# 朱尔·普利松
朱尔·普利松（法語：Jules Plisson；1991年8月20日—）是一位法國橄欖球運動員。他是法國國家橄欖球隊的一員，代表法國參加了2015年橄欖球六國賽。